# Escopette (1900)
Escopette – francuski niszczyciel z początku XX wieku typu Pertuisane (nazywanego także typem Rochefortais).
Okręt wziął udział w I wojnie światowej, służył na kanale La Manche. Został skreślony z listy floty 4 kwietnia 1921 roku.